# Ignalina-atomkraftværket
Ignalina-atomkraftværket er et kernekraftværk med to vandkølede, grafitmodererede letvandsreaktorer af typen RBMK med en effekt på 1.500 MW og var i 1980'erne verdens største atomkraftværk. Det ligger i Visaginas i Litauen og er opkaldt efter den nærmeste større by, Ignalina.
Atomkraftværkets reaktor 1 blev taget ud af drift den 31. december 2004 som en betingelse for Litauens indtræden i EU; anlægget er af samme type som Tjernobyl-atomkraftværket og mangler en solid indkapsling. Den sidste reaktor, som i 2006 leverede omkring 70 % af Litauens elektricitetsforbrug, blev taget ud af drift ved udgangen af 2009. En delvis bygget blok 3 blev opgivet og nedrevet.
Der er fremsat forslag om at bygge et nyt atomkraftværk i Visaginas ved siden af Ignalina-atomkraftværket, men finanskrisen i 2009 gjorde finansieringen af det 50 milliarder kroner dyre kraftværk til en udfordring.

## Reaktorer
Ignalina-atomkraftværket, almindeligvis kaldet IAE (for litauisk: Ignalinos Atominė Elektrinė), indeholdt sovjetisk designede RBMK-1500-reaktorer, der oprindeligt var den kraftigste reaktor i verden med en kapacitet på 1.500 MW, men er overgået af andre kernereaktorer. Efter Tjernobylulykken blev reaktorerne nednormeret til 1.360 MW. Fordi reaktorerne er af samme type som på Tjernobyl-kraftværket, pressede EU og især de nordiske lande i en årrække på for at få lukket værket på grund af sikkerhedsproblemerne.

## Historie
Forberedelserne til opførelsen gik i gang i 1974, og den begyndte fire år senere. Reaktor 1 blev sat i drift i 1983, og i 1986 stod reaktor 2 færdig. Oprindeligt var indvielsen af reaktor 2 planlagt til 1986, men den blev udsat til 1987 på grund af Tjernobylulykken. Opførelsen af reaktor 3 blev suspenderet, og i 1989 begyndte nedrivningen. Byen Visaginas blev grundlagt tæt på værket, så de ansatte kunne bo der. Der var tidligere ingen by , hvilket gør den til et af de mest fremtrædende eksempler på "Greenfield-investeringer". Kraftværket blev lagt tæt ved Litauens næststørste sø, Drūkšiai, der kunne levere det nødvendige vand til køling af kraftværket. Grænsen til Hviderusland går gennem søen. Miljøaktivister gav udtryk for, at søen er for lille til at køle et så stort kraftværk, og søens gennemsnitlige vandtemperatur steg med et par grader, hvilket muligvis kan have fået negative konsekvenser for søens økosystem.
Reaktor 2 blev normalt taget ud af drift for årlig vedligeholdelse i 30 dage i månederne august/september. Ifølge en pressemeddelelse fra Ignalina aktiveredes reaktorens automatiske beskyttelsessystem den 6. juni 2009 kl 9:15 (lokal tid), og reaktor 2 blev lukket ned. Der var ingen strålingsudslip. Ledelsen af værket besluttede dog at holde værket lukket i 30 dage og udføre den årlige forebyggende vedligeholdelse i juni i stedet for som planlagt i perioden 29. august – 27. september.
Reaktor 1 blev helt taget ud af drift den 31. december 2004, og reaktor 2 blev taget ud af drift den 31. december 2009.

## Lukningen
Som en betingelse for landets optagelse i EU besluttede Litauen i 1999 at lukke begge kraftværkets reaktorer. Før lukningen af reaktor 1 leverede kraftværket 80 % af Litauens elektricitet, og Litauen havde stor eksport af el til nabolandene. Litauen var sammen med Frankrig det land, som var mest afhængigt af atomkraft. EU indvilgede i at betale kompensation for lukningen og dække en betydelig del af nedlukningsomkostningerne til 2013. Opbygning af et omfattende anlæg til opbevaring af det radioaktive affald blev indledt i oktober 2009.
Lukningen af kraftværket mødte hård modstand fra den litauiske befolkning, fordi anlægget gav indtægter til de fleste lokale beboere. For at kompensere for dette blev der iværksat et projekt til fremme af turisme og grundlæggelse af mindre virksomheder. Der var desuden frygt for, at prisen på elektricitet ville stige meget, og at Litauen ville være overladt til selv at skulle betale de enorme omkostninger til nedlukning af kraftværket og opbevaringen af det nukleare affald.
Ved en folkeafstemning i 2008 om at udvide driften på reaktor 2, indtil et nyt atomkraftværk kunne være opført, stemte 1.155.192 vælgere for, men forslaget faldt på grund af for lav valgdeltagelse. Præsident Valdas Adamkus gik imod forslaget, fordi fortsat drift ville være i modstrid med Litauens internationale forpligtelser.

## Nyt kraftværk
I 1990'erne og 2000'erne blev det diskuteret, om man for at forebygge risikoen for fremtidig energimangel i de Baltiske lande og Polen skulle bygge et nyt atomkraftværk, Visagina-værket, på samme sted som Ignalina, der skulle lukke. Ved et møde i Trakai den 27. februar 2006 underskrev premierministrene fra Litauen, Letland og Estland et kommuniké, som opfordrede de statsejede energiselskaber i de tre lande til at investere i design og konstruktion af et nyt atomkraftværk i Litauen.